# اندیس مرمر فنجان (علی محمد رحیمی)
مرمر فنجان (علی محمد رحیمی) یک اندیس مصالح ساختمانی است که در استان فارس قرار دارد و مادهٔ معدنی موجود در آن، مرمریت است.